# Seriphidium badghysi
Seriphidium badghysi là một loài thực vật có hoa trong họ Cúc. Loài này được Poljakov miêu tả khoa học đầu tiên.